# Inclinació
En general, la inclinació és l'angle entre un eix de direcció o un pla, i un pla de referència. La inclinació orbital mesura la inclinació de l'òrbita d'un objecte al voltant d'un cos celeste. S'expressa com l'angle entre un pla de referència i el pla orbital o eix de direcció de l'objecte en òrbita.
Per a un satèl·lit que orbita la Terra directament sobre l'equador, el pla de l'òrbita del satèl·lit és el mateix que el pla equatorial de la Terra, i la inclinació orbital del satèl·lit és de 0°. El cas general d'una òrbita circular és que està inclinada, passant mitja òrbita sobre l'hemisferi nord i la meitat sobre l'hemisferi sud. Si l'òrbita oscil·lés entre els 20° de latitud nord i els 20° de latitud sud, llavors la seva inclinació orbital seria de 20°.

## Òrbites
En el sistema solar, la inclinació de l'òrbita d'un planeta (o un altre cos celeste) es defineix com l'angle entre el pla de l'òrbita del planeta i l'eclíptica, que és el pla de l'òrbita de la Terra.
També es pot mesurar respecte a un altre pla com, per exemple, el pla orbital de l'equador del Sol, però, per a un observador situat a la Terra, l'eclíptica és més pràctica. La inclinació és un dels sis paràmetres orbitals que descriuen la forma i orientació de l'òrbita d'un cos celeste. Normalment, es dona en graus i, matemàticament, se simbolitza amb la lletra «i».
La inclinació d'òrbites de satèl·lits naturals i artificials es mesura en relació amb el pla equatorial del cos al qual orbiten (el pla equatorial és el pla perpendicular a l'eix de rotació del cos):
- una inclinació de 0 graus indica que el satèl·lit orbita el planeta en el seu pla equatorial, i en el mateix sentit que la rotació del planeta;
- una inclinació de 90 graus indica una òrbita polar, en la qual el satèl·lit passa sobre els pols nord i sud del planeta;
- una inclinació de 180 graus indica una òrbita retrògrada.

Per a la Lluna, això porta a una quantitat que varia massa ràpidament i té més sentit mesurar-ne la inclinació respecte a l'eclíptica (és a dir, el pla de l'òrbita que la Terra i la Lluna recorren juntes al voltant del Sol), i que és una quantitat constant.

### Altres significats
- La inclinació d'objectes distants, com un estel binari, es defineix com l'angle entre la normal al pla orbital i la direcció de l'observador, ja que no n'hi ha cap altra referència disponible. Els estels binaris amb inclinacions properes a 90 graus s'eclipsen sovint.
- Per a planetes i altres cossos celestes, la inclinació axial o obliqüitat és l'angle entre l'eix de rotació del planeta i la perpendicular al seu pla orbital. Per al cas particular de la Terra, s'anomena obliqüitat de l'eclíptica.

### Càlcul
En mecànica celeste, la inclinació {\displaystyle i\,} pot ser calculada així:
{\displaystyle i=\arccos {h_{\mathrm {z} } \over \left|\mathbf {h} \right|}\,}
en què:
- {\displaystyle h_{\mathrm {z} }\,} és la component z de {\displaystyle \mathbf {h} \,}
- {\displaystyle \mathbf {h} \,} és el vector moment orbital perpendicular al pla orbital.

### Teories
El 1966, Peter Goldreich va publicar un article clàssic sobre l'evolució de l'òrbita de la Lluna i sobre les òrbites d'altres llunes del sistema solar. Va demostrar que, per a cada planeta, hi ha una distància tal que les llunes més properes al planeta que aquesta distància mantenen una inclinació orbital gairebé constant respecte a l'equador del planeta, amb una precessió orbital deguda principalment a la influència de les marees del planeta. mentre que les llunes més allunyades mantenen una inclinació orbital gairebé constant respecte a l'eclíptica, amb precessió deguda sobretot a la influència de les marees del sol. Les llunes de la primera categoria, a excepció de la lluna de Neptú Tritó, orbiten prop del pla equatorial. També va concloure que aquestes llunes es van formar a partir de discs d'acreció equatorial. Però va descobrir que la nostra lluna, tot i que una vegada va estar dins de la distància crítica de la terra, mai va tenir una òrbita equatorial com s'esperaria de diversos escenaris pel seu origen. Això s'anomena problema d'inclinació lunar, al qual s'han proposat diverses solucions des de llavors.